# Ringe (Németország)
Ringe község Németországban, Alsó-Szászországban, Bentheim-Grafschaft járásban. Lakosainak száma 1981 fő (2023. december 31.).